# John Brown (teólogo)
John Brown (Rothbury, Northumberland, 5 de novembro de 1715 — 23 de setembro de 1766) foi um padre anglicano inglês, teólogo, dramaturgo e ensaísta.

## Vida
Ele nasceu em 1715 em Rothbury, Northumberland, filho do Rev. John Brown (1677–1763), vigário de Wigton daquele ano; sua esposa Eleanor Troutbeck, nasceu em Potts. Ele se matriculou no St John's College, Cambridge em 1732, graduando-se em 1736.
Brown recebeu suas ordens sagradas e foi nomeado cônego menor e conferencista em Carlisle. Na rebelião jacobita de 1745, ele participou da defesa de Carlisle como voluntário, e em 1747 foi nomeado capelão de Richard Osbaldiston, em sua nomeação para o bispado de Carlisle.
Em 1760 ele foi nomeado vigário da Igreja de São Nicolau, Newcastle.
Brown foi consultado, através de Daniel Dumaresq, sobre um sistema de educação que Catarina II da Rússia queria introduzir em seus domínios. Um memorando sobre o assunto por Brown levou a uma oferta de sua parte para entretê-la em São Petersburgo como seu conselheiro sobre o assunto. Ele se preparado para a viagem, quando foi persuadido a renunciar ao plano por causa de sua gota. Ele tinha sofrido ataques de melancolia e, talvez influenciado pela decepção, cometeu suicídio em 23 de setembro de 1766.
Há um relato detalhado de John Brown por Andrew Kippis em Biographia (1780), contendo o texto das negociações para sua viagem à Rússia.

## Homem de letras
O Oxford Dictionary of National Biography (ODNB) e The Machiavellian Moment concordam que Brown foi um escritor influenciado por Maquiavel, Bolingbroke e Montesquieu. A estes, o ODNB adiciona John Locke; e Cato, ou seja, As Cartas de Cato. Ele fez seu caminho como um homem de letras como um membro mais jovem do "círculo Warburtoniano": os seguidores do clérigo William Warburton. 

### Ascensão de um ensaísta
Brown publicou Honor (1743), um poema, de Robert Dodsley. Foi seguido por An Essay on Satire Occasion'd by the Death of Mr Pope (1745), que Brown publicou através de Dodsley. Este trabalho ganhou para ele a amizade de William Warburton.
Por sugestão de Warburton, Brown expandiu o Ensaio sobre a Sátira, para um Ensaio (1751) sobre as Características de Anthony Ashley-Cooper, 3º Conde de Shaftesbury. O ensaio foi dedicado a Allen, também um defensor da ortodoxia anglicana e oponente de Shaftesbury. Ele contém uma defesa de uma filosofia utilitarista, elogiado posteriormente por John Stuart Mill.

### Drama
Brown se interessava por drama, mas isso lhe rendeu a desaprovação de Warburton e Richard Hurd. Ele escreveu Barbarossa (1754) e Athelstane (1756), ambos interpretados; David Garrick e Colley Cibber atuaram em ambos, e o primeiro foi um sucesso. Mais tarde, de 1765 a revisão de Brown Ben Jonson 's Bartholomew Fair foi rejeitado para a produção de Garrick.

### A obra de John Brown
O maior sucesso popular de Brown foi a Estimativa das maneiras e princípios dos tempos (2 vols., 1757-1758), uma sátira amarga. Edmund Burke, em uma resenha para o The Annual Register de 1758, rejeitou a análise de Brown na medida em que dependia de acusações de "efeminação" na nação britânica e estética. Thomas Sheridan acreditava que a questão fundamental era o egoísmo.
Robert Wallace respondeu com As características do atual estado político da Grã-Bretanha (1758). Nele, ele defendeu a cultura britânica e a constituição atual. O livro An Explanatory Defense of the Estimate (1758), de Brown, afirmou que ele agiu em cumprimento ao dever para com o país.
Uma sequência da política da Guerra dos Sete Anos foi Diálogo Adicional dos Mortos entre Péricles e Cosmo (1760), em defesa da política do ancião William Pitt. 

### Estética
Brown conheceu Charles Avison, o organista e compositor de Newcastle, que publicou em 1752 An Essay on Musical Expression. No ano seguinte, William Hayes defendeu Handel contra Avison em um panfleto, e afirmou que seu ensaio havia sido escrito para ele. Brown certamente contribuiu para isso, com vários outros, incluindo William Mason. Ele passou a escrever uma dissertação sobre o aumento, união, e poder, as progressões, separações e corrupções de poesia e música (1763). O trabalho de Avison estimulou outras sínteses estéticas britânicas, de James Beattie, Thomas Twining e Daniel Webb; e o tema foi retomado por escritores alemães. 
A Cura de Saul: uma Ode Sagrada, um poema sobre a natureza da música, também era de 1763, e foi reimpresso com a Dissertação. Foi duas vezes apresentado como oratório no Covent Garden Theatre naquele ano, e mais uma vez em 1767. Handel havia morrido, em 1759, e em Covent Garden a temporada de oratórios era agora dirigida por John Christopher Smith e John Stanley.
A monografia associada da crítica do oratório, Um Exame dos Oratórios, que foi realizada nesta temporada, no Covent-Garden Theatre (1763) foi publicada dentro de semanas. Continha críticas mal veladas a Smith. Brown estava defendendo sua oratória e promovendo uma agenda de reforma pós-Handel; A Revisão Crítica o havia menosprezado e seus esforços, apoiando o conde de Bute, o primeiro-ministro, enquanto Brown apoiava William Pitt. 